# Pristimantis sternothylax
Pristimantis sternothylax es una especie de anfibio anuro de la familia Craugastoridae.

## Distribución
Esta especie habita:
- en Perú en la región de Piura y Chota en la región de Cajamarca entre los 1 735 y 1 840 m sobre el nivel del mar en la ladera occidental de la cordillera de Huancabamba, Cerro Aypate y Cerro Toronche;
- en Ecuador en la provincia de Loja entre los 4 527 y 4 538 m de altitud.[4]

## Descripción
Los machos miden de 18.3 a 29.1 mm y las hembras de 28.3 a 36.7 mm.

## Publicación original
- Duellman & Wild, 1993 : Anuran amphibians from the Cordillera de Huancabamba, northern Peru: systematics, ecology, and biogeography. Occasional Papers of the Museum of Natural History University of Kansas, n.º 157, p. 1-53[5]